# Los Indios
Los Indios es un paraje rural del partido de Rojas, provincia de Buenos Aires, Argentina.
Se encuentra a 28 km de la ciudad de Rojas sobre la ruta provincial 30.

## Población
Cuenta con 66 habitantes (Indec, 2010), lo que representa un descenso del 25 % frente a los 88 habitantes (Indec, 2001) del censo anterior.
| Gráfica de evolución demográfica de Los Indios entre 1991 y 2010 |
|                                                                  |
| Fuente: Censos nacionales del INDEC                              |